# Mahapadma Nanda
Mahapadma Nanda (Sanskriet: Mahāpadmā Nanda) of Ugrasena was heerser over Magadha, een koninkrijk in het noorden van India. Hij was de stichter van de kortdurende Nandadynastie en voerde een sterk expansionistische politiek. Hoewel zijn voorgangers eveneens gebieden veroverden, is Mahapadma Nanda de eerste heerser die in de Purana's de titel ekachattra (letterlijk: enkele parasol, oftewel degene die het land onder één heerser verenigt) kreeg. Hij kan gezien worden als de eerste chakravartin (alheerser of keizer) uit de Indiase geschiedenis.

## Machtsovername
Volgens de jainistische Parishishtaparvan was Mahapadma de zoon van een barbier en een ganika (courtisane) uit de lage shudra-kaste. De Romein Curtius stelde dat Mahapadma zelf eerst barbier geweest en minnaar van een van de koninginnen, waarna hij zijn voorganger en diens zonen om het leven zou hebben gebracht. Volgens de Purana's was Mahapadma dan weer de zoon van de laatste koning van de Shaishunaga-dynastie en een vrouw uit de shudra-kaste en deze noemen hem dan ook Sudragarbhodbhava, zoon van een sudra. Deze laatste Shaishunaga-koning zou dan Kalashoka-Kakavarna zijn geweest die volgens de Harshacharita om het leven werd gebracht met een dolk in zijn keel.
Een persoon uit de lagere kasten hoorde in de ogen van orthodoxe brahmanen niet op de troon te zitten en in latere teksten wordt Mahapadma Nanda's regering voorgesteld als een slecht voorteken, of zelfs als teken van het aanbreken van de kali yuga, wat in de hindoeïstische kosmologie het tijdperk van chaos en vernietiging is.

## Veroveringen
Postuum werd Mahapadma vernietiger genoemd van de kshatriya's, de traditionele kaste van krijgers en heersers. Dit, omdat veel van de lokale heersers die hij onderwierp tot de kshatriya-kaste behoorden. Mahapadma Nanda veroverde dan ook een groter rijk dan al zijn voorgangers. Hij onderwierp vrijwel het gehele noorden van India, het kustgebied van Kalinga en de Gangesdelta in het oosten en mogelijk delen van centraal-India. De keizer hield er een enorm leger op na, zowel om nieuwe gebieden te veroveren als om zijn gezag in veroverd gebied te handhaven. Ten tijde van de zoon van Mahapadma, Dhana Nanda, zou het leger van de Nanda's volgens Curtius 200.000 voetsoldaten, 20.000 ruiters, 2000 strijdwagens en 3000 strijdolifanten hebben kunnen inzetten tegen de Indische campagne van Alexander de Grote. Een dergelijk groot staand leger was onmogelijk op de been te houden met de land- en belastingopbrengst alleen: continue nieuwe veroveringen en plunderingen van buurstaten waren noodzakelijk geworden om het leger zelf in stand te houden. Het groeiende imperialisme van Magadha was in een zelf-versterkende spiraal gekomen, waarbij elke nieuwe dynastie een groter gebied veroverde dan haar voorgangers.
Volgens de Matsya Purana heerste Mahapadma 88 jaar, maar waarschijnlijk is 88 (ashtasiti) een fout en moest dat 28 (ashtavimsati) zijn, zoals de Vayu Purana vermeldt. Volgens de Mahavamsa duurde de dynastie van de Nandadynastie in zijn geheel slechts 22 jaar.
Er zouden in totaal negen koningen van de Nandadynastie zijn geweest. Volgens de Purana's waren dit Mahapadma en acht van zijn zonen, van wie alleen Sukalpa wordt genoemd. Volgens boeddhistische geschriften waren de acht opvolgers allemaal broers van Ugrasena. De Mahabodhivamsa noemt Panduka, Pandugati, Bhutapala, Rashtrapala, Govishanaka, Dasasiddhaka, Kaivarta en Dhana. Dhana Nanda was een machtige en wrede heerser waarvan de naam door de Grieken verbasterd werd tot Agrammes or Xandraines. Deze werd afgezet door Chandragupta Maurya, de stichter van de Mauryadynastie, die een nog groter rijk zou veroveren.

## Chronologie
De chronologie van de vroege dynastieën hangt mede samen met het sterftejaar van de Boeddha. Aangezien diens mahaparinibbana onbekend is, zijn ook de regeringsjaren onzeker. Volgens de boeddhistische traditie stierf de Boeddha tijdens het achtste regeringsjaar van Ajatasattu. Volgens theravada, het boeddhisme van het zuiden, vond de mahaparinibbana plaats in 544/543 v.Chr., de lange chronologie. Buiten theravada wordt dit niet als realistisch gezien. Veel Indische historici achten de gecorrigeerde lange chronologie waarschijnlijker, waarbij de mahaparinibbana rond 483 v.Chr. wordt geplaatst. Het noordelijk boeddhisme gaat uit van de korte chronologie, waarmee het sterfjaar van de Boeddha op 378/368 v.Chr. uitkomt. Veel westerse historici achten het waarschijnlijker dat de Boeddha in de vierde eeuw v.Chr. stierf. Niet alleen het sterftejaar van de Boeddha is onzeker, ook is het bestaan van enkele koningen en het aantal regeringsjaren van veel koningen onzeker, wat elke chronologie verder compliceert.
|                                              | Lange chronologie | Gecorrigeerde lange chronologie | Korte chronologie |
| -------------------------------------------- | ----------------- | ------------------------------- | ----------------- |
| Bimbisara                                    |                   | ~542 - 490 v.Chr.               |                   |
| Ajatasattu                                   |                   | ~490 - 459 v.Chr.               |                   |
| Mahaparinibbana                              | ~543 v.Chr.       | ~483 v.Chr.                     | ~378/368 v.Chr.   |
| Udayin en de volgende drie Haryanka-koningen |                   | ~459 - 427/410 v.Chr.           |                   |
| Shishunaga en zijn opvolgers                 |                   | ~427/410 - 361 v.Chr.           |                   |
| Nanda's                                      |                   | ~361/342 - 321 v.Chr.           |                   |